# المعهد التقني الحكومي في ولاية آدماوة
المعهد التقني الحكومي في ولاية آدماوة هي مؤسسة تعليمية حكومية تقع في مدينة يولا بولاية أدماوة، نيجيريا. تُعد من أبرز مؤسسات التعليم التقني في المنطقة،وتقدم مجموعة من البرامج الأكاديمية والمهنية التي تهدف إلى تأهيل الطلاب في مجالات متنوعة مثل علوم الحاسوب، والمحاسبة، والإحصاء، والدراسات الإدارية. ومنذ تأسيسها عام 1991، تلعب دورًا محوريًا في دعم التنمية التعليمية والاقتصادية على مستوى الولاية والبلاد عمومًا.

## التاريخ
في عام 2007، وظّفت البوليتكنيك 200 موظف جرى اختيارهم بعناية لضمان توازن عرقي وديني. وبعد مزاولة العمل دون تقاضي رواتب لمدة عامين، رفع هؤلاء الموظفون دعوى قضائية ضد حكومة الولاية للمطالبة برواتبهم ومستحقاتهم. وفي ديسمبر 2009، وجّه القاضي الذي نظر في القضية تحذيرًا بضرورة وقف جميع أشكال التعذيب والاعتداءات التي يتعرض لها المحاضرون.[بحاجة لمصدر]
أصدرت لجنة مراجعة الأداء تقريرًا نقديًا شديد اللهجة في نوفمبر 2008 دعت فيه الحاكم مرتالا نياكو إلى اتخاذ إجراءات عاجلة لإنقاذ المؤسسة من حالة الشلل الأكاديمي. وبيّن التقرير أن البوليتكنيك لم تحصل إلا على اعتماد ثلاثة برامج فقط من أصل 33 برنامجًا تقدمه، كما أشار إلى تفشي اللامبالاة والاضطراب بين أفراد الهيئة الأكاديمية، إلى جانب شيوع شعور بوجود نزعات عرقية ومحسوبيات.[بحاجة لمصدر]
وفي ديسمبر من العام نفسه، خصصت حكومة الولاية مبلغ 20.1 مليون نايرا لأعمال تطوير تشمل مجمع المكتبة، وسكن المحاضرين، واستكمال سور المؤسسة، الذي ظل مهجورًا منذ عام 2001.[بحاجة لمصدر]
وأثناء احتفالات الطلاب بانتهاء الامتحانات النهائية في مارس 2021، تعرّضت مرافق الحرم الجامعي الرئيسي لأعمال تخريب واسعة، ما أدى إلى إغلاق المؤسسة في 25 مارس. أُعيد افتتاحها في 26 أبريل، وفرضت الإدارة غرامات مالية على الطلاب لتغطية الأضرار، ولم يُسمح بالعودة إلى مقاعد الدراسة إلا للطلبة الذين سددوا تلك المبالغ، سواء لاستكمال امتحاناتهم أو لاستلام نتائجهم.

## مجلس الإدارة
المجلس هو أعلى هيئة لصنع القرار ووضع السياسات في المعهد التقني. يعين أعضاء المجلس من قبل الحاكم التنفيذي لولاية أداماوا. يتكون المجلس من رئيس يكون من أبناء الولاية، بالإضافة إلى ممثل عن إحدى جمعيات الهندسة في الولاية، وممثل عن إحدى جامعات نيجيريا، إلى جانب ممثلين آخرين من مجلس المعهد التقني.

## الموظفون
نائب المستشار السابق، الأستاذ الدكتور كاليبتابوا فاراوته.يشغل الدكتور ستيفن لاغو حالياً منصب نائب المستشار بالإنابة.رئيس مجلس الجامعة، الدكتور أوال توكور.
ولد الدكتور ستيفن لاغو في منطقة حكومة جولاك المحلية عام 1959. حصل على بكالوريوس في التربية تخصص اللغة الإنجليزية من جامعة مايدوغوري، وماجستير من نفس الجامعة عام 2005، ودكتوراه من جامعة موديبّو أداما عام 2016. وقد شغل سابقاً منصب عميد كلية التربية في جامعة ADSU.

## المكتبة
تقع مكتبة المعهد على الحرم الجامعي الرئيسي، وتوفر مصادر معلومات تلبي احتياجات الطلاب والموظفين في المدرسة. تدير المكتبة رئيسة المكتبة السيدة ماري تشيوار منذ عام 2020 حتى الآن. تقسم المكتبة مستخدميها إلى أربع فئات: المستخدمون البالغون، ومستخدمو الطلاب، والمستخدمون ذوو الاهتمامات الخاصة.تحتوي المكتبة على مجموعات مادية ورقمية، حيث تُقدم الخدمات الرقمية عبر قسم المكتبة الإلكترونية.

## الدورات المقدمة
الدورات التي تقدمها المؤسسة هي كما يلي:
- المحاسبة
- الهندسة الزراعية والهندسة البيئية الحيوية/التكنولوجيا
- إدارة الأعمال والإدارة
- الهندسة المدنية
- علوم الحاسوب
- الإعلام الجماهيري
- الهندسة الميكانيكية
- تكنولوجيا وإدارة المكاتب
- الإدارة العامة
- مسح الكميات
- تكنولوجيا المختبرات العلمية
- التنمية الاجتماعية
- الإحصاء
- المساحة ونظم المعلومات الجغرافية
- التخطيط العمراني والإقليمي

## الحرم الجامعي
تقع المؤسسة في ثلاثة مواقع. الحرم الجامعي الرئيسي يقع في جيميتا - يولا، عاصمة ولاية آدماوة. يقع حرم جامعي جامبوتو أيضًا في جيميتا، بينما يقع حرم نومان في منطقة الحكومة المحلية بنومان في الولاية.

## العلاقات الأكاديمية
تتمتع المؤسسة أيضاً بعلاقات أكاديمية مع جامعة أحمد بيلو في زاريا، وجامعة فيدرالية دوتسي في ولاية جغاوا.